# Visconde de Meireles
Visconde de Meireles é um título nobiliárquico criado por D. Carlos I de Portugal, por Decreto de 9 de Maio de 1902, em favor de Francisco de Meneses de Meireles do Canto e Castro.
Titulares
1. Francisco de Meneses de Meireles do Canto e Castro, 1.º Visconde de Meireles.

Após a Implantação da República Portuguesa, e com o fim do sistema nobiliárquico, usaram o título: 
1. Francisco de Freitas de Meireles do Canto e Castro, 2.º Visconde de Meireles;
2. André Luís Francisco de Meireles do Canto e Castro, 3.º Visconde de Meireles;
3. Francisco Duarte Manoel de Meireles do Canto e Castro, 4.º Visconde de Meireles;
4. André Alexandre de Souza e Holstein do Canto e Castro, 5.º Visconde de Meireles.[2]